# アンコン (揚陸指揮艦)
アンコン (USS Ancon, AGC-4)は、第二次世界大戦中にアメリカ海軍によって運用された遠洋定期船。後に揚陸指揮艦に改造され、ヨーロッパ戦線と太平洋戦線で活躍した。

## 初期
アンコンは1938年9月24日にマサチューセッツ州クインシーにあるベスレヘム・スチール社のフォアリバー造船所で進水し、ハリー・ウードリング陸軍長官夫人によって命名された。1939年6月22日からパナマ地峡鉄道の貨客船として運航し始め、ニューヨーク市とパナマ運河地帯のクリストバル間を往来した。

## 軍への移管
1942年1月11日、USAT アンコンとしてアメリカ陸軍輸送部に移管され、オーストラリアの防衛強化のため派遣されるアメリカ陸軍航空隊の部隊や、第32歩兵師団の部隊を輸送する船団に二度にわたり加わった。第一回目の船団は1月31日にサンフランシスコからブリズベンに向かい、第二回目では4月23日にサンフランシスコからシドニーとアデレードへ向かった。6月18日サンフランシスコに帰投し、8月7日には今度は海軍に移管される。12日にボストン海軍工廠でUSS アンコン (AP-66)として、D・H・スウィンソン少佐指揮下で就役した。
就役後はボストンで1か月間改装を受ける。9月12日、バージニア岬へと出航し、ヴァージニア州ノーフォークで貨物と兵員を積載、メリーランド州ボルティモアへと輸送。10月6日にボルティモアで兵員を下ろし、その後チェサピーク湾で試験と訓練を受ける。ノーフォークに寄って兵員と装備を積んだ後、大西洋艦隊水陸両用部隊第9輸送分隊の一員として、10月24日に東海岸を離れた。

## 地中海で
11月8日、フランス保護領モロッコのモハメディア沖に到着し、朝5時33分にボートを降ろし始めた。最初の兵員はそれから約1時間後に下船した。上陸の最中、他の輸送船4隻が沈没したため、アンコンは救援のためボートを出した。11月12日出発し、3日後にカサブランカ港に入港。15日には船団と共に再びノーフォークへと航海した。少しそこに留まったあと、修理のためニューヨーク市ブルックリン区へと移動。短期間海上公試を受けてから、アルジェリアに輸送する兵員と貨物を積載した。1943年1月14日、海軍輸送部の一員としてオランに向かい、26日到着。5日間かけて荷揚げしてから2月13日にニューヨークへ戻った。同日、大西洋艦隊水陸両用部隊に配属される。16日、ヴァージニア州ポーツマスのノーフォーク海軍工廠に入り、揚陸指揮艦に改装。翌月26日、USS アンコン (AGC-4)となった。
4月21日に改装が終わると、5月丸々と6月上旬をチェサピーク湾での試験と訓練に費やした。6月8日、大西洋艦隊水陸両用部隊旗艦として、第85任務部隊と共にフランス領アルジェリアのオランへ向かう。第85任務部隊司令官アラン・グッドリッチ・カーク海軍少将とオマール・ブラッドレー陸軍中将を乗せ、シチリア沖へ進出した。ハスキー作戦に参加し、10日にスコリッティ沖の輸送船停泊域に到着し、同日早朝にボートを下ろした。12日は通信業務に当たり、その後北アフリカに帰投した。7月29日、アルジェリアのモスタガネムに移動。8月中旬にアルジェに移った。アルジェでは来るイタリア本土侵攻作戦の準備に取り組む。
9月6日、サレルノに向かう。作戦中、第5軍司令官のマーク・W・クラーク陸軍中将が本艦に乗艦していた。9月9日の午前3時30分、連合国軍上陸部隊の第一波が海岸に到達。パレルモへと姉妹艦に補給する弾薬を搭載しに向かうまで、ほとんど継続的な敵航空攻撃に悩まされながらも停泊域に留まった。15日に停泊域に戻ったが、その翌日にはパレルモに再び向かった。

## ノルマンディー
シチリアで2週間過ごしたあと、10月2日にアルジェに帰投。修理と補給で約6週間が過ぎ去った。11月中旬にイギリスへと出航し、11月25日にデヴォンポート海軍基地に到着。基地では第11水陸両用部隊旗艦に指定された。半年に渡り、アンコンは修理、準備、演習に明け暮れた。5月25日にはイギリス国王ジョージ6世とバーナード・モントゴメリー陸軍元帥が本艦を訪問した。
準備は6月5日に完了し、アンコンはその日にセーヌ川河口域に向かった。6月6日、オーバーロード作戦発動。アンコンはオマハ・ビーチに上陸する部隊の旗艦を務め、上陸作戦の期間中は海上、陸上を問わず諸部隊に指示を下した。6月27日に戦場を離れ、翌日イギリスのポートランド島に到着。
9月後半に英国近海を離れ、船団と共にアメリカ東海岸へ向かう。10月9日にサウスカロライナ州チャールストンに到着し、水陸両用訓練司令部に配属。12月21日にチャールストン海軍工廠での修理が完了してから海上公試を受ける。5日後太平洋に向かい、1944年の大晦日、パナマ運河を通過して今度は太平洋艦隊に配属される。1945年1月9日にカリフォルニア州サンディエゴに入港した。

## 太平洋
サンディエゴでは第5水陸両用群に配属された。真珠湾に進出し、2月上旬の2週間はハワイ近海での訓練・演習に費やした。クェゼリン環礁で燃料補給を受けてから、2月下旬にサイパンに到着。サイパン・テニアン沖で沖縄侵攻の予行演習を行う。3月27日、第15輸送隊とともに沖縄へと出撃した。
4月1日、第15輸送隊第2群とともに沖縄の南西沖に到着。日本軍の激しい抵抗により3日は同じ海域から動けず、11日にはサイパンに帰投。15日にサイパンで海兵隊の将兵を下ろし、補給を受けた後に沖縄に戻った。3週間に渡って沖縄西岸沖に留まって上陸部隊の指揮に当たった。
6月3日に沖縄を去りフィリピンのスービック湾に移動。第7水陸両用部隊の旗艦として機能した。また、日本本土侵攻作戦の準備にも従事した。しかし8月15日に日本が降伏したため、作戦が発動されることはなかった。8月22日に第3艦隊と会合し、日本へ向かった。
29日朝に東京湾に進入。戦艦アイオワと連携してプレスリリース艦として機能する。9月2日の降伏式典では戦艦ミズーリとサウスダコタの間に陣取ったため、本艦の乗組員は日本の正式な降伏の目撃者となった。9月20日に日本を離れてグアムへと針路を採る。27日にアプラ港に寄港した後、すぐにサイパンへと向かう。9月29日に日本に戻るまでは、サイパンで占領軍の兵士と物資を積み込んだ。
10月2日、第5艦隊に配属され戦略爆撃調査団の旗艦となる。10月3日に横浜に寄港した。
11月には東京湾内に停泊。調査団の手により近衛文麿が連行され、艦内で尋問を受けている。
12月1日、調査が終わり帰国の途についた。14日にサンフランシスコに帰還。1946年1月14日にパナマ運河を通過し、大西洋艦隊に復帰する。23日にブルックリン海軍工廠に入渠し、不活性化処分を受けた。

## 戦後
アンコンは1946年2月25日に退役し、連邦海事局に移管された。同年4月17日に海軍のリストから名前が削除された。しかし後に海事局に復帰し、1962年にメイン海事大学に引き渡され、1973年に海事局に返還されるまで航海訓練船ステート・オブ・メイン（TS State of Maine）として活動。最終的にはスクラップ処分となった。

## 受勲
- 戦闘行動リボン（英語版）
- アメリカ従軍章（英語版）
- ヨーロッパ・アフリカ・中東従軍章（英語版）
- アジア・太平洋従軍章（英語版）（45年4月1日-6月3日 琉球諸島上陸、アイスバーグ作戦、沖縄戦）
- 第二次世界大戦戦勝章（英語版）（41年12月7日-46年12月31日）
- 海軍占領従軍章（英語版）
- フィリピン独立章（英語版）
- フィリピン解放章（英語版）（45年6月5日-8月20日 スービック湾、フィリピンの戦い (1944-1945年)）